# Каверин, Илья Ананьевич
Илья Ананьевич Каверин (1910—1963) — старший сержант Рабоче-крестьянской Красной Армии, участник Великой Отечественной войны, Герой Советского Союза (1944).

## Биография
Родился 2 (15) мая 1910 года в селе Астара (ныне — город в Азербайджане). Получил начальное образование, после чего работал на рыбном промысле. В 1941 году был призван на службу в Рабоче-крестьянскую Красную Армию. К ноябрю 1943 года младший сержант Илья Каверин был механиком-водителем танка 74-го танкового полка 71-й механизированной бригады 9-го механизированного корпуса 3-й гвардейской танковой армии 1-го Украинского фронта. Отличился во время освобождения Киева.
Во время прорыва немецкой обороны под Киевом уничтожил несколько вражеских артиллерийских орудий и миномётов и далеко углубился в тыл противника. В одном из боёв танк Ильи Каверина был подбит, погибли все члены экипажа, кроме него самого. Смог потушить возгорание в танке, однако, так как машина осталась неподвижной, был вынужден принять неравный бой. При помощи пулемёта, автоматов и гранат он отстреливался в течение двух дней, а затем под покровом ночной темноты вернулся в свою часть. Продолжил участие в освобождении Киевской области. Так, в бою за село Хотив Киево-Святошинского района он разгромил немецкую колонну, уничтожив около взвода пехоты противника и 12 автомашин.
Указом Президиума Верховного Совета СССР «О присвоении звания Героя Советского Союза генералам, офицерскому, сержантскому и рядовому составу Красной Армии» от 10 января 1944 года за «образцовое выполнение боевых заданий командования на фронте борьбы с немецко-фашистскими захватчиками и проявленные при этом отвагу и геройство» был удостоен высокого звания Героя Советского Союза с вручением ордена Ленина и медали «Золотая звезда» за номером 2134.
После окончания войны был демобилизован в звании старшего сержанта. Вернулся в Астару, работал в совхозе. Скончался 19 ноября 1963 года, похоронен в Астаре.
Был также награждён орденом Красной Звезды и рядом медалей.
Память
В его честь в Астаре установлен его бюст.